# جون هالفورسن (منافس ألعاب قوى)
جون هالفورسن (بالنرويجية البوكمول: John Halvorsen)‏ هو منافس ألعاب قوى نرويجي، ولد في 17 أغسطس 1966.

## وصلات خارجية
- جون هالفورسن على موقع الاتحاد الدولي لألعاب القوى (الإنجليزية)
- جون هالفورسن على موقع أوليمبيديا (الإنجليزية)